# Edgar Jones
Edgar Jones Jr (ur. 17 czerwca 1956 w Fort Rucker) – amerykański koszykarz, występyjący na pozycjach silnego skrzydłowego lub środkowego.

## Osiągnięcia
Na podstawie, o ile nie zaznaczono inaczej.
NCAA
- Drużyna Nevada Wolf Pack zastrzegła należący do niego numer 32

NBA
- Uczestnik konkursu wsadów podczas NBA All-Star Weekend (1984)[3]

Drużynowe
- Mistrz CBA (1995)
- Zdobywca pucharu Grecji (1992)
- 3. miejsce podczas mistrzostw ligi greckiej (1989, 1992)

Indywidualne
- ZAliczony do I składu CBA (1980)
- Debiutant roku CBA (1980)